# 多瑙河畔贡德尔芬根
多瑙河畔贡德尔芬根是德国巴伐利亚州的一个市镇。总面积54.05平方公里，总人口7732人，其中男性3828人，女性3904人（2011年12月31日），人口密度143人/平方公里。